# I’m Alive (singel Elhaidy Dani)
I’m Alive – singiel albańskiej piosenkarki Elhaidy Dani napisany przez pochodzący z Kosowa duet kompozytorski Zzap & Chris, w którego skład wchodzą Arber Elshani i Chriss Lekaj.
Utwór reprezentował Albanię podczas 60. Konkursu Piosenki Eurowizji w 2015 roku. Numer został wybrany na nowy utwór reprezentujący kraj tuż po wycofaniu się z udziału w widowisku kompozytora piosenki „Diell”, pierwotnej krajowej propozycji konkursowej, z którą w grudniu 2014 roku Dani wygrała lokalny festiwal Festivali i Këngës.
19 maja utwór został zaprezentowany w pierwszym półfinale konkursu i awansował do finału. Dani zaśpiewała go wówczas jako przedostatnia, dwudziesta szósta w kolejności i zajęła ostatecznie 17. miejsce z 34 punktami na koncie, w tym z maksymalną notą 12 punktów od Macedonii.
Oprócz anglojęzycznej wersji singla, Dani nagrała także piosenkę w języku albańskim – „Në jetë”.